# Chotýčany
Chotýčany (lidově Kotejcany, německy Schmiedgraben) jsou obec ležící v okrese České Budějovice v Jihočeském kraji, zhruba jedenáct kilometrů severovýchodně od Českých Budějovic. Žije zde 258 obyvatel.

## Historie
Poblíž vsi se nachází mohylové pohřebiště z doby bronzové.
První písemná zmínka o vsi (v Chotayczanech) pochází z roku 1378, kdy Karel IV. zmiňuje plat z Chotýčan. Vzhledem k poloze při cestě mezi Budějovicemi a Prahou vsí často táhla vojska. V 16. století zde řádili lupiči, kteří číhali na kupce. Poblíž Chotýčan se provozovalo uhlířské řemeslo, poslední milíř byl zapálen v roce 1908.
V roce 1873 zde byla postavena železniční stanice, elektřina byla zavedena v roce 1924. Jednotné zemědělské družstvo zde vzniklo v roce 1956. Škola v Chotýčanech nebyla, děti docházely do Hosína, vlastní budova byla postavena až v roce 1854; roku 1980 byla zrušena a 1986 zbourána.
V dobách feudalismu Chotýčany náležely k panství Hluboká, po zavedení obecního zřízení tvořily od roku 1850 osadu obce Dobřejovice. V roce 1868 se Chotýčany na více než století staly samostatnou obcí než byly od poloviny roku 1975 začleněny pod obec Ševětín. Status obce Chotýčany znovu nabyly dne 24. listopadu 1990.

## Osobnosti
- Adolf Ambrož (* 1890), ředitel školy, pracovník Sokola
- František Blažek (* 1878), finančník, pracovník prezidentské kanceláře
- František Bronec (* 1913), malíř
- Jan Evangelista Pulec (1885–1963), biskupský notář, genealog
- Václav Pulec (1876–1944), farář, historik, genealog

## Pamětihodnosti
- Náves se stavbami ve stylu selského baroka. Mezi domy vyniká bývalý zájezdní hostinec čp. 17, postavený roku 1470 a upravovaný v 19. století.
- Kaple svatého Václava na návsi, pseudogotická, vysvěcena 1882
- Pomník padlým v první světové válce

## Doprava
Železniční stanice Chotýčany leží na železniční trati Praha – České Budějovice. Okolo Chotýčan vede dálnice D3, která je součástí evropské silnice E55. Přímo do Chotýčan vede silnice II/603.